# Manuel Perera Matos
Manuel Perera Matos (Villanueva del Fresno, 7 de agosto de 2001) es un torero español perteneciente a la Escuela taurina de la Diputación de Badajoz y que está inscrito dentro del Registro de Profesionales Taurinos, dependiente del Ministerio de Cultura, con el número 11340.

## Trayectoria profesional

### Novillero sin picadores

#### Temporada 2019
En 2019, la carrera de Manuel Perera estuvo marcada por el accidente de tráfico sufrido al regresar del certamen de novilladas de Ciudad Rodrigo. Tras varios meses convaleciente, retomó la temporada en la Plaza de toros de Las Matas, con una novillada de Núñez del Cuvillo en la que participaron también los toreros Jorge Molina y Juan José Villa Villita.
Entre los principales compromisos del novillero pacense fue la comparecencia en el Certamen de Clases Prácticas de las Escuelas Taurinas de Andalucía, celebrado en el municipio cordobés de Almedinilla. Perera se imponía como ganador del ciclo cortando tres orejas de un encierro de la ganadería El Torero y frente a sus compañeros Jorge Martínez y Víctor Acebo, ambos integrantes de la Escuela Taurina de Almería.
En el mes de agosto, Perera estuvo acartelado en el certamen de la Almendra de Plata, de Gor (Granada), donde compareció dos tardes, tras haber actuado en la segunda semifinal y en la última tarde del abono, donde quedó como segundo clasificado frente a Alejandro Peñaranda.

### Novillero con picadores

#### Temporada 2020
La última comparecencia en los ruedos de Perera como novillero sin picadores tuvo lugar en la Feria del Carnaval del Toro de Ciudad Rodrigo. El 25 de febrero de 2020 se anunció en la feria de esta localidad salmantina en un festival, con toros de Francisco Galache, y en el que participaron Morante de la Puebla, El Juli y El Capea; resultado triunfador del festejo tras cortarle dos orejas y el rabo al único novillo de su lote, de nombre Gansillo.
El debut como novillero con picadores de Manuel Perera tuvo lugar el 6 de marzo de 2020 en la Plaza de toros de Olivenza. Una tarde en la que el novillero pacense estuvo acartelado junto a Diego San Román y Tomás Rufo, lidiando reses de distintas ganaderías. El novillo de su debut, que se llamó Alcohólico, fue de la ganadería de El Freixo y al que consiguió cortarle una oreja después de una "faena de mucho metraje que epilogó en cercanías y rubricó por manoletinas". La comparecencia de Perera se saldó con dos orejas más en el sexto de la tarde y con el que consiguió salir a hombros de la plaza. Asimismo, tras el festejo se dio a conocer la noticia del apoderamiento del novillero por parte del diestro jerezano Juan José Padilla.

#### Temporada 2021
El 18 de mayo de 2021 el novillero extremeño abrió su temporada, acartelándose en la Plaza de toros de Vistalegre con una novillada de El Freixo y junto a Antonio Grande y Tomás Rufo. Su actuación, a ojos de la crítica, sobresalió en la tarde aunque se saldó con una fuerte cornada al entrar a matar y que le impidió continuar la lidia.
Temporada 2022
Tomó su alternativa en la plaza de toros de la Maestranza de Sevilla en la feria de abril junto a El Juli y José Antonio Morante de la Puebla

## Percances
Manuel Perera ha sufrido distintos percances a lo largo de su carrera profesional. El más grave de ellos estuvo relacionado con un accidente de tráfico en febrero de 2019, a la altura de Santa Marta (Badajoz) cuando regresaba del Bolsín taurino de Ciudad Rodrigo (Salamanca) y que le ocasionó un "trauma craneal" y que se derivó en un "coma inducido".
En 2018 recibió una fuerte voltereta en la Plaza de toros de Gor, durante el transcurso de la final del Certamen de la Almendra de Plata, que transcurrió sin mayores incidentes.
Dentro de la Feria de San Isidro de 2021, celebrada en la Plaza de toros de Vistalegre, el diestro extremeño sufrió una fuerte cornada en abdomen de manos del novillo Rebujino del hierro de El Freixo. Una herida de dos trayectorias que desgarra la pared abdominal y otra que llevaba a la evisceración intestinal y que fue atendida por el cirujano Enrique Crespo antes de ser trasladado al Hospital de Nuestra Señora del Rosario.

## Premios
- 2018: Trofeo al ganador del II Certamen Pablo Mayoral de Sotillo de las Palomas (Toledo).[20]
- 2019: Trofeo al triunfador del Clases Prácticas de Escuelas Taurinas del Patronato de Tauromaquia de la Diputación de Badajoz.[21]
- 2019: Trofeo al triunfador del Certamen de Clases Prácticas de las Escuelas Taurinas de Andalucía.[22]
- 2020: Trofeo al ganador del Bolsín taurino de Ciudad Rodrigo (Salamanca),[23]
- 2020: Premio al Mejor novillero de la Feria del Toro de Olivenza, entregado por la empresa organizadora del evento.[24]